# Kadarsanomys sodyi
Kadarsanomys sodyi є видом пацюків з Індонезії.

## Середовище проживання
Цей вид відомий лише з єдиної колекції 1930-х років у типовому місці на висоті 1000 метрів у нижній частині Гунунг Пангранго-Геде, західна Ява, Індонезія. Він може бути присутнім в інших місцях, але наразі його не було зібрано з інших місць. Це деревний вид, який був зібраний серед бамбука в лісі.

## Загрози
Його зібрали в національному парку Гунунг Геде Пангранго. Потрібні подальші дослідження поширення, чисельності, екології та загроз для цього маловідомого виду.